# Центральная усадьба плодосовхоза
 Центральная усадьба плодосовхоза  — поселок в Орловском районе Кировской области. Входит в состав Орловского сельского поселения.

## География
Расположен у северной границы райцентра города Орлова.

## История
Поселок известен с 1950 года, в 1989 году здесь (Плодосовхоз) 424 жителя. Настоящее название утвердилось с 1998 года. С 2006 по 2011 год был административным центром Лугиновского сельского поселения.

## Население
Постоянное население было 407 человек (русские 100%) в 2002 году, 396 человек в 2010.